# Вакансія на жертву
Вакансія на жертву — трилер 2007 року.

## Сюжет
Опинившись в скрутному положенні у відрізаному від всього світу мотелі, щойно одружені додатково до решти неприємностей виявляють приховані камери в своєму номері. Вони не встигають вибратися і розуміють, що стали новими жертвами — маріонетками в чиємусь жорстоко задуманому реаліті-шоу.